# وزة قزم إفريقية
وزة قزم أفريقية (الاسم العلمي: Nettapus  auritus) (بالإنجليزية: African  Pygmy  Goose)‏ هو طائر ينتمي إلى إوزيات (فصيلة: Anatidae).